# Halerpestes lancifolia
Halerpestes lancifolia är en ranunkelväxtart som först beskrevs av Bert., och fick sitt nu gällande namn av Hand.-mazz.. Halerpestes lancifolia ingår i släktet bohusranunkler, och familjen ranunkelväxter. Inga underarter finns listade i Catalogue of Life.